# Марков, Павел Александрович
Па́вел Алекса́ндрович Ма́рков (22 марта 1897, Тула — 5 апреля 1980, Москва) — советский театральный критик, режиссёр, теоретик театра, педагог, один из крупнейших отечественных историков театра. Заслуженный деятель искусств РСФСР (1944), лауреат Государственной премии РСФСР имени К. С. Станиславского (1966).

## Биография
Родился в Туле в семье А. П. Маркова и А. А. Пятницкой. Потомственный дворянин, происходил из древнего рода, чьи предки участвовали в Куликовской битве. Дальний родственник одного из основателей партии «Союза Русского народа» Н. Е. Маркова и белого генерала С. Л. Маркова. В 1912 году семья переехала в Москву.
В  1921 году Павел окончил историко-филологический факультет Московского университета. Параллельно с обучением с 1918 года работал в Театральном отделе Народного комиссариата просвещения РСФСР в должности учёного секретаря научно-художественной комиссии и историко-театрального сектора, а затем в отделе академических театров. С 1919 года печатался в изданиях «Вестник театра», «Культура театра», «Театр и музыка», «Театральное обозрение», «Художественная жизнь» как критик, рецензент, очеркист. В 1920 году стал одним из участников создания Студии сатиры. С 1922 года — учёный секретарь и председатель группы современного театра Государственной академии художественных наук. 
В 1923—1924 годах вёл режиссёрско-педагогическую работу в 3-й Студии МХАТа. В 1925—1949 годах заведовал литературной частью МХАТа и в этом качестве немало способствовал утверждению в репертуаре театра современной советской драматургии.
В 1933—1944 годах был заведующим художественной частью, а с 1944 по 1949 год — художественным руководителем МАМТ имени К. С. Станиславского и Вл. И. Немировича-Данченко. Поставил спектакли: «Кащей Бессмертный», «Моцарт и Сальери» Н. Римского-Корсакова (оба в 1944), «Любовь поэта» («Сказки Гофмана») Ж. Оффенбаха (1948). Совместно с Д. В. Камерницким поставил оперу «Семья» Ходжи Эйнатова (1940), совместно с П. И. Румянцевым оперу «Суворов» С. Василенко (1942), совместно с П. С. Златогоровым оперу «Любовь Яровая» В. Энке (1947). В Малом театре поставил спектакли: «Северные зори» Н. Никитина (1952, совместно с К. А. Зубовым), «Порт-Артур» И. Попова и А. Степанова (1953, совместно с К. А. Зубовым), «Проданная колыбельная» Х. Лакснесса (1955).
В 1955—1962 годах был режиссёром МХАТа. Поставил спектакли: «Золотая карета» Л. Леонова (1957, совместно с В. А. Орловым и В. Я. Станицыным), «Братья Карамазовы» по Ф. Достоевскому (1960, совместно с Б. Н. Ливановым и В. П. Марковым).
С 1939 года преподавал в ГИТИСе, с 1943 года — профессор, доктор искусствоведения (1960).
Павел Марков был членом редакционной коллегии (т. 1) и главным редактором (т. 2—5) Театральной энциклопедии в 5 томах.
П. А. Марков выведен в образе Миши Панина в «Театральном романе» М. А. Булгакова.
Скончался 5 апреля 1980 года. Похоронен на Введенском кладбище (участок № 13).

## Награды и премии
- заслуженный деятель искусств РСФСР (1944)[2];
- Государственная премия РСФСР имени К. С. Станиславского (1966) — за книги «Правда театра» и «Режиссура Вл. И. Немировича-Данченко в музыкальном театре»[источник не указан 524 дня];
- орден Ленина (26 октября 1948) — за выдающиеся заслуги в развитии советского театрального искусства и в связи с пятидесятилетием со дня основания Московского орденов Ленина и Трудового Красного Знамени Художественного Академического театра СССР имени М. Горького[6];
- орден Трудового Красного Знамени[2];
- орден «Знак Почёта» (26 октября 1938) — в связи с сорокалетием Московского Ордена Ленина Художественного Академического театра СССР имени М. Горького[7];
- медали СССР.